# كريستوف ليمان (متزلج قفز)
كريستوف ليمان هو متزلج قفز سويسري، ولد في 28 ديسمبر 1968.

## وصلات خارجية
- كريستوف ليمان على موقع الاتحاد الدولي للتزلج (القفز التزلجي) (الإنجليزية)
- كريستوف ليمان على موقع أوليمبيديا (الإنجليزية)